# Энеида
«Энеи́да» (лат. Aenēis) — эпическое произведение на латинском языке, принадлежащее перу Вергилия. Написано между 29 и 19 г. до н. э., и посвящено истории Энея, легендарного троянского героя, после падения Трои переселившегося в Италию с остатками своего народа.
Поэма указывает на предопределённое богами происхождение Рима, а также прославляет потомка Энея, Октавиана Августа. В поэме приведены легенды, дающие обоснование извечной вражде между Римом и Карфагеном, а также возникновению латинов.

## История создания
«Энеида» была последним произведением Вергилия. Он шёл к ней долго: в своём предпоследнем произведении, в «Георгиках», он обещает написать поэму, в которой будут прославляться подвиги Октавиана Августа

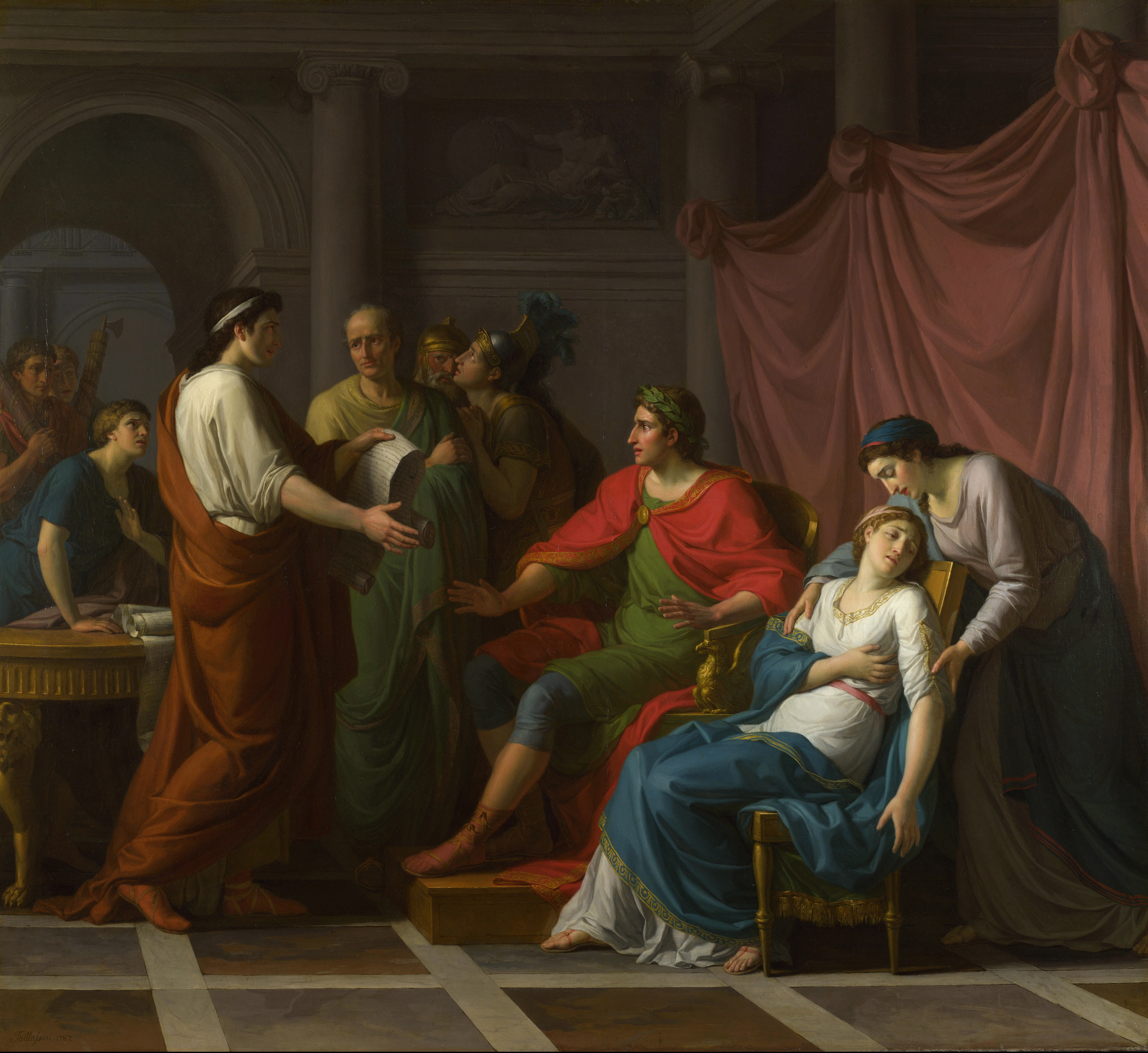
Жан-Жозеф Тейясон. Вергилий читает Энеиду Августу и Октавии. 1787

Сразу после «Георгик» Вергилий и в самом деле начал писать новую поэму (согласно Светонию, работа длилась одиннадцать лет, а значит, началась в 30 году до н. э.). Подробности он держал в тайне, и современники долго были уверены, что это будет панегирический эпос об Октавиане/Августе. Секст Проперций в одной из своих элегий, написанной в те годы, говорит, что Вергилию любо «рассказывать о берегах Акциума, // Охраняемых Фебом, и об отважных моряках Цезаря». Но постепенно через друзей поэта в обществе распространялась информация о том, что Август только упоминается в новой поэме: речь там идёт о далёких временах, предшествовавших основанию Рима. Главным героем оказался не «Цезарь», а его мифический предок и прародитель всех римлян Эней, приплывший когда-то в Италию из сожжённой ахейцами Трои. Выбрав эту тему, Вергилий получил возможность оценить настоящее с огромной временной дистанции и впервые объединить в рамках эпоса ряд значимых для Рима мифологических персонажей. Определённое отражение в его поэме нашли и реалии недавней гражданской войны: в истории любви Энея и карфагенской царицы Дидоны первые читатели должны были увидеть завуалированное описание страсти Марка Антония и Клеопатры.
От идеи написать панегирическую поэму об Октавиане Вергилий отказался; причиной тому могла стать в том числе боязнь написать что-то неугодное принцепсу. Однако и в «Энеиде» правитель Рима занимает очень важное место. Возможно, именно Октавиан стал автором идеи поэмы (Овидий в «Скорбных элегиях», обращаясь к нему, использует оборот «твоя „Энеида“»). В числе лейтмотивов поэмы божественное происхождение Юлиев, высокая миссия Августа, изначально для него определённая и позволяющая считать его врагов святотатцами.
Вне зависимости от темы новой поэмы публика была уверена, что рождается очередной шедевр. Тот же Проперций писал: «Уступите дорогу, римские писатели, уступите и вы, греки; // Здесь рождается нечто большее, чем „Илиада“». Отдельные места нового произведения, получившего название «Энеида», Вергилий иногда читал своим друзьям. Поскорее заполучить текст поэмы хотелось Августу, который, например, воюя с кантабрами в Испании, «писал письма с просьбами и даже шутливыми угрозами, добиваясь, чтобы ему, по его собственным словам, „прислали бы хоть первый набросок, хоть какое-нибудь полустишие из Энеиды“». Вергилий постоянно отказывал. Одно его письмо Августу цитирует Макробий:

Право, я получаю от тебя многочисленные записки… Если бы, клянусь Геркулесом, у меня было ныне [что-нибудь], достойное твоего слуха, [то] я охотно послал бы [тебе кое что] именно из моего «Энея». Однако [это] такая незавершённая вещь, что мне кажется, будто я приступил к такому труду чуть ли не по недостатку ума…
— Флавий Феодосий Макробий. Сатурналии, I, 24, 11.
Позже, в 23 году до н. э., Вергилий согласился познакомить Августа с частью «Энеиды». Он прочитал принцепсу и его семье вторую, четвёртую и шестую книги поэмы. Античные авторы рассказывают, что сестра Августа Октавия Младшая, когда поэт читал то место, где упоминается её недавно умерший сын Марк Клавдий Марцелл, упала в обморок. Позже она щедро наградила Вергилия, подарив ему за каждый из восемнадцати стихов о Марцелле десять тысяч сестерциев.
К 19 году до н. э. «Энеида» была почти дописана. Вергилий решил на три года отправиться в Грецию и Азию, чтобы там «придать „Энеиде“ окончательный вид»; после этого он хотел отказаться от писательства и посвятить остаток жизни философии. Поэт планировал такое путешествие ещё в 23 году до н. э. (об этом известно благодаря шутливой оде Горация, посвящённой кораблю Вергилия), но тогда на время отказался от этой идеи. Вергилий добрался до Афин, но там встретил Августа и решил вместе с ним вернуться в Рим. Из-за солнечного удара, полученного во время прогулки по Мегаре, Вергилий заболел. На корабле его недомогание усилилось, в Брундизии он слёг, а через несколько дней после прибытия скончался.
Известно, что ещё до отъезда в Грецию Вергилий пытался уговорить своего спутника Луция Вария Руфа сжечь рукопись «Энеиды», если с ним что-то случится. По мнению Плиния Старшего, поэтом руководила скромность, по словам одного из героев Макробия — неуверенность в высоких литературных достоинствах написанного. В историографии существует мнение, что Вергилий никогда не собирался публиковать «Энеиду», считая её своей неудачей. Лёжа на смертном одре, Публий потребовал свои рукописи, чтобы уничтожить их самому; получив отказ, он завещал Варию и Плотию Тукке, «чтобы они не издавали ничего, что не издано им самим». Позже эти двое нарушили запрет по приказу Августа. Сохранились стихи Сульпиция Карфагенянина на эту тему:

Быстрое испепелить должно было пламя поэму —

Так Вергилий велел, певший фригийца-вождя.

Тукка и Варий противятся; ты, наконец, величайший

Цезарь, запретом своим повесть о Лации спас.

Чуть злополучный Пергам не погиб от второго пожара,

Чуть не познал Илион двух погребальных костров.
— Гай Светоний Транквилл. О поэтах. Вергилий, 38.
Произведение, состоящее из 12 книг, осталось незаконченным: у него нет ярко выраженного финала, 58 строк недописаны, к тому же Вергилий намеревался отредактировать всю поэму, но не успел это сделать.
Душеприказчики скончавшегося Вергилия по распоряжению Августа опубликовали «Энеиду» без каких-либо правок за двумя исключениями: они, возможно, поменяли местами две книги (неясно, какие именно, возможно, это предположение базируется на том, что падение Трои описано не в первой песне) и убрали самые первые четыре строки, после чего поэма стала начинаться со ставших знаменитыми слов «Битвы и мужа пою…» («Arma virumque cano…»). Изначально оно начиналось со строк:
Я тот, который некогда на изящной свирели спел

Песню и, покинув леса, я заставил соседние пашни

Повиноваться крестьянину, сколь бы жаден он ни был, —

Это мое творение мило земледельцу. А теперь пою

Страшные битвы Марса и мужа… 

## Сюжет
В начале поэмы буря прибивает корабли Энея к берегам Ливии. Получив хороший приём у царицы Карфагена Дидоны, путник рассказывает ей о падении Трои и о своих долгих странствиях — о том, как он пытался обосноваться на Крите, как был оттуда изгнан и как пенаты во сне приказали ему плыть в Италию, чтобы основать там новое государство. Дидона влюбляется в гостя. Эней отвечает ей взаимностью, но вскоре Юпитер приказывает ему продолжить путь, а брошенная царица совершает самоубийство. Эней приближается к побережью Кампании и спускается в подземный мир. Там он встречает тень отца, пророчествующую о великом будущем Рима вплоть до эпохи Августа. Потом Эней высаживается в устье Тибра и понимает, что это та земля, которую он искал. Он заключает союз с местным царём Латином и хочет жениться на дочери царя Лавинии, но её прежний жених Турн начинает войну, описание которой занимает всю вторую половину поэмы. В конце концов Эней убивает врага в единоборстве, и на этом поэма обрывается.

### Содержание по песням
Следуя примеру Гомера, Вергилий постоянно прерывает хронологическое повествование на различные отступления и рассказы о предшествующих событиях.
| Илл. | Кн.  | Содержание |
| ---- | ---- | --- |
|      | I    | Юнона (покровительница Карфагена) гневается на скитающихся троянцев. Она просит царя ветров Эола помешать им. Насланная им буря топит корабли. Разгневанный Нептун останавливает самоуправство Эола. Эней с 7 уцелевшими кораблями из 20 пристаёт в Ливии. Венера приходит к Юпитеру и умоляет его проявить доброту к троянцам, отвечая ей, бог озвучивает пророчество, предвещающее основание города Рима через триста лет и вечную славу римлянам. Юпитер посылает Меркурия смягчить сердце ливийцам, чтобы троянцев приняли хорошо. Эней вдвоём с Ахатом направляются на разведку, ему является его мать Венера в облике охотницы. Она рассказывает Энею, как Дидона бежала из Тира от своего брата, убившего её мужа, и основала здесь город Карфаген. В ответ на жалобы Энея она пророчествует, что потерянные в море корабли ещё вернутся. Друзья приходят в отстраиваемый Карфаген, где с радостью видят троянцев с рассеянных кораблей. Происходит знакомство Энея с Дидоной. Венера тем временем боится, что почитающая Юнону царица причинит её сыну вред, поэтому она просит Купидона, его сводного брата, влюбить Дидону в Энея. Для этого Купидон принимает вид своего юного племянника Аскания, который как раз идёт от берега с дарами царице. На пиру Дидона берёт «мальчика» на колени и этот бог стирает из её памяти любовь к покойному мужу. Она просит Энея рассказать, как он скитается уже семь лет. |
|      | II   | Эней на пиру рассказывает о падении Трои: создание Троянского коня, «перебежчик» Синон лжёт троянцам относительно его предназначения, гибель Лаокоонта, коня ввозят в город. Ночью греки спускаются из нутра коня. Спящему Энею является покойный Гектор и приказывает ему бежать из города, взяв родные пенаты, чтобы основать новый город. Но проснувшийся Эней, взглянув с кровли на разгорающиеся пожары, преисполняется ярости и вместе с соратниками вступает в битву на улицах города, чтобы умереть в бою. Подробное описание штурма царского дворца и убийства царской семьи. Эней видит, как Неоптолем убивает Приама, и вспоминает, что в родном доме у него тоже остался старик-отец и жена с ребёнком. Эней хочет убить Елену, но появляется его мать богиня Венера (покровительница Елены) и отговаривает его от этого преступления, а также приказывает покинуть город. Оберегаемый Венерой, герой пробегает через пылающую Трою до родного дома, но его отец Анхиз отказывается уходить, желая погибнуть тут же. Тогда Эней желает тоже тут погибнуть, но происходит знамение — вокруг головы его маленького сына Юла появляется свечение, а потом ещё одно знамение — гром и комета. Анхиз, поняв, что внуку суждено великое будущее, соглашается на эвакуацию. Эней сажает отца-инвалида на плечи, берёт сына за руку, жене Креусе велит идти сзади, домочадцам — встретиться на холме за городом. По пути Креуса отстаёт. Оставив семью на холме, Эней возвращается за ней в город. Ему является призрак жены, который предрекает ему путешествие и другую супругу царского рода. Эней трижды пытается обнять призрак, и тот ускользает трижды. На холме Эней видит уже не только свою фамилию, но и огромную толпу беженцев из Трои. |
|      | III  | Беженцы строят корабли, прибывают в земли фракийцев, и Эней закладывает первый свой город, назвав его «Энеада». Он хочет срезать лозу для алтаря, но из стеблей течёт кровь, и куст заговаривает с ним человеческим голосом. Это оказывается место погребения Полидора, сына Приама, который был послан отцом к родственнику во Фракию, чтобы сберечь казну, но тот предал его и убил. В ужасе Эней собирает своих людей, они проводят над этим местом погребальный обряд, а затем отплывают, бросив город. На Делосе оракул Аполлона в ответ на мольбы Энея о новой родине приказывает «отыщите древнюю матерь!», родину их прародителей. Анхиз думает, что речь идёт о Крите, откуда прибыл предок Тевкр, и троянцы плывут туда. Эней основывает второй город, названный «Пергам». Спустя несколько месяцев начинается мор. Энею во сне являются изваяния фригийских пенатов, спасённые им из Трои, и велят плыть к италийцам, на родину Дардана. После 4-хдневной бури корабли достигают о. Строфад, где живут гарпии. Троянцы вступают с ними в битву, и гарпия Келено произносит проклятие, что им не удастся построить город, пока не будут отомщена её обида — пока троянцы не сгрызут от голода свои столы. В Бутроте троянцы встречают Андромаху и её нового мужа Гелена (брата Гектора), который основал тут Новый Илион. Предсказатель Гелен (близнец Кассандры) по просьбе Энея гадает: плыть троянцам суждено долго, и город будет основан там, где Эней увидит белую свинью с поросятами. Он подробно диктует, каким путём троянцам плыть, говорит пообщаться с сивиллой кумской. Троянцы отплывают, видят берега Италии, проплывают мимо извергающейся Этны. На побережье встречают одичавшего спутника Одиссея по имени Ахеменид, который предупреждает их о циклопах. Корабли снова отчаливают, в пути умирает старый Анхиз. На этом Эней заканчивает свой рассказ на пиру у Дидоны. |
|      | IV   | Дидона говорит своей сестре Анне, что влюбилась в Энея, но стыдится своей страсти. Анна поощряет её. Юнона приходит к Венере с предложением союза между теми, кому обе покровительствуют; во время охоты она насылает дождь, и пара уединяется в пещере, где становится любовниками. Узнав об этом, соседний царь Ярба, который сватался к Дидоне, но получил отказ, гневается и молит своего отца Юпитера о помощи. Юпитер посылает к Энею вестником Меркурия, чтобы тот напомнил о миссии обрести Италию. Эней приказывает тайно готовиться к отплытию, но Дидона узнает об этом и горько упрекает. Затем она начинает готовить кострище для самоубийства, обманув сестру. Меркурий снова является Энею, теперь во сне, приказывая немедленно отплывать в темноте. Дидона изрекает проклятие, предсказывая дальнейшую судьбу Энея, а также будущие Пунические войны между «её» городом и «его», и кончает с собой. |
|      | V    | Эней уплывает и видит вдали огонь, не зная об участи Дидоны. Поднимается буря и прибивает его флот к берегу Сицилии, владениям Акеста, где год назад умер и был похоронен его отец. В честь его памяти Эней устраивает игры: вначале конка кораблей, затем состязание в беге, кулачный бой, стрельба из лука и джигитовка юношей (троянские игры). Во время стрельбы из лука стрела Акеста сгорает в небе — это плохое предзнаменование. В это время Юнона посылает Ириду, и та, приняв облик троянки, соблазняет троянских женщин, оставшихся на берегу, поджечь корабли, чтобы остаться жить на этом гостеприимном берегу и больше никуда не плыть. По молитве примчавшегося Энея Юпитер посылает дождь, и в итоге сгоревшими оказываются только четыре корабля. По совету старца Навта Эней здесь основывает третий город, названный «Акеста», где оставляет женщин, старцев, тех, кто не желает дальше плыть и команды сгоревших кораблей. Во сне Энею является дух отца и говорит ему последовать этому совету, а также отыскать его в Аиде. Юпитер обещает Венере, что по пути до Лация из троянцев погибнет только один человек, это оказывается кормчий Палинур, упавший в море. |
|      | VI   | Флот Энея приплывает в Кумы. Кумская жрица Аполлона Сивилла рассказывает Энею, что попасть в Аид и увидеть своего отца он сможет, лишь принеся в дар Прозерпине золотую ветвь. Эней ищет её в лесу. |
|      | VII  | |
|      | VIII | |
|      | IX   | |
|      | X    | |
|      | XI   | |
|      | XII  | |

### Хронологическая последовательность событий
Выбравшись из Трои, Эней собрал других уцелевших жителей города и построил двадцать кораблей. Вначале он пристал к берегам Фракии, надеясь найти приют у местного царя Полимнестора. Он был зятем последнего троянского царя Приама. К нему троянцы отправили царевича Полидора с золотом. Когда до фракийского царя дошла весть о гибели Трои, то он приказал убить Полидора, а золото забрал в свою казну. Узнав о вероломстве Полимнестора, Эней покинул земли Фракии и отправился в дальнейший путь.

Карта скитаний Энея согласно «Энеиде» Вергилия

Прибыв на священный остров Делос, Эней получил от Аполлона прорицание плыть в Италию, ошибочно истолкованное им как направление на Крит. Эней с уцелевшими троянцами даже попытались основать поселение на Крите, но, поняв свою ошибку, отправились в дальнейшее путешествие. Обогнув Пелопоннес, троянцы перезимовали на Закинфе. С наступлением весны корабли под предводительством Энея отправились дальше. Пройдя остров Лефкас, они подошли к мысу Акциум и высадились в Амбракии.
Там Эней с частью воинов отправились в Додону, где располагался оракул Юпитера. Там, неожиданно для себя, они встретили Гелена и Андромаху. Бывшие троянцы рассказали, что после взятия Трои их поработил сын Ахилла Неоптолем. После смерти последнего Гелен стал царём и взял в жёны вдову Гектора Андромаху. Обладавший даром прорицания Гелен предупредил Энея о том, что для того, чтобы обосноваться в Италии и стать предком великого народа, ему необходимо высадиться на западном побережье Италии, а не восточном.
Затем корабли под предводительством Энея обогнули Италию с юга и вышли на побережье Сицилии. К этому времени относится смерть Анхиса.
Юнона, испытывая ненависть к троянцам, обратилась к богу ветров Эолу с просьбой не дать Энею возможности доплыть до Италии. Он выпустил на волю все ветры одновременно, что вызвало шторм. Нептун же утихомирил водную гладь. Из-за бури Эней вместе с уцелевшими троянцами оказался у берегов Африки, где в это время царица Дидона занималась строительством нового города Карфагена.
Чтобы уберечь сына от возможных враждебных действий местных жителей, Венера способствовала тому, что Дидона полюбила Энея. До этого первая царица Карфагена была замужем за Сихеем, которого убил её брат и царь Тира Пигмалион. Сбежав из Тира, Дидона поклялась никогда никого не любить, дабы не осквернять память о своём первом муже. Сестра царицы Анна убедила Дидону не противиться зову сердца, так как Карфаген был окружён врагами, и помощь мощного защитника, такого как Эней, была для города весьма полезной. Юнона, покровительница Дидоны, тоже так решает, и насылает грозу во время охоты: Дидона и Эней укрываются в пещере и становятся любовниками
Соседний царь Ярба, от которого Дидона и получила землю на строительства города — её отвергнутый жених. Узнав о том, что Дидона взяла себе любовника, он впадает в гнев и молится своему отцу Юпитеру. Тот отправляет к Энею Меркурия с приказом продолжить путь. Эней был вынужден повиноваться. Дидона впала в ярость и, не выдержав мук попранной любви, покончила с собой. Перед смертью она прокляла Энея и весь его род. Во время Пунических войн эта легенда служила одним из обоснований противостояния между Римом и Карфагеном.
Доплыв до побережья Кампании, Эней высадился около Кум и встретился с местной прорицательницей кумской сивиллой. Она подтвердила согласие богов дать возможность Энею основать в Италии новый город. Когда Эней захотел узнать больше о судьбах своих потомков, то сивилла предложила ему посетить загробный мир. Вместе с прорицательницей они спустились в загробный мир, где встретили Анхиса. Тот показал своему сыну души ещё не родившихся потомков, вплоть до Октавиана Августа. Также Энею предсказали, что город будет основан там, где он увидит белую свинью с тридцатью поросятами, а также там, где троянцы съедят собственные столы.
Вскоре, когда троянцы сошли на берег в царстве Латина, они испекли лепёшки и разложили их на свежесорванных листьях сельдерея. Сначала они съели лепёшки, а затем закусили сельдереем, тем самым выполнив часть пророчества. Одновременно с этим, Асканий увидел огромную белую свинью с выводком из тридцати поросят. Эней, увидев исполнение пророчества, отправил послов к царю Латину.
Латин принял троянцев весьма дружелюбно. До этого он получил предсказание от Фавна о том, что к нему прибудет чужеземец, который станет его зятем и предком великого народа. В то же время жена Латина Амата не одобряла воодушевления мужа. Юнона, стремившаяся любым путём помешать возрождению Трои на новом месте, послала богиню мщения Алекто к жениху дочери Латина Турну. Одновременно с этим она подстроила смерть любимого всеми италийцами оленя от руки Аскания. Когда все италийцы выступили против чужеземцев, то Латину ничего не оставалось, как подчиниться общему порыву негодования. Армия италийских народов во главе с Турном выдвинулась против прибывших троянцев.
Эней начал спешно искать союзников. Сначала он обратился к престарелому Эвандру, который предоставил в его распоряжение отряд со своим сыном, или внуком, Паллантом. Также Эвандр посоветовал обратиться к этрусскому царю Тархону, которого угнетал присоединившийся к Турну Мезенций. Тем временем, войска, предводителем которых был Турн, напали на троянцев. Они уже ворвались в их лагерь, когда прибыл Эней с подкреплением. Бой принял новый оборот. Боги создали призрак Энея, который заманил Турна на корабль, после чего обрубили канат, и корабль уплыл в море. Лишившись военачальника, италийцы отступили.
Однако на этом война не закончилась. Вернувшийся из плавания, Турн вновь собрал войско. В разгар новой битвы Эней поклялся, что в случае победы троянцы ассимилируются с италийцами в единый народ, а название троянцев не сохранится. Этим он умилостивил Юнону, которая хотела полной гибели Трои. Во время сражения Турн убил Палланта, а сам погиб в поединке с Энеем. Палланта похоронили на холме, названном в его честь Палатином. На гибели Турна и, соответственно, победе Энея и заканчивается эпическое произведение Вергилия.

### Оборванное повествование
В 1428 году ренессансный поэт-латинист Маффео Веджио опубликовал продолжение поэмы на латинском языке, состоящее из 600 строк — 13-ю книгу (Aeneidos Liber XIII), которая продолжает оборванное повествование согласно известным римским мифам — там описана свадьба Энея с Лавинией, его смерть и апофеоз; в XV—XVI веках это «дополнение» часто печаталось в основном корпусе «Энеиды». Следуя его примеру — по приказу явившегося призрака Маффео Веджио — 13-й главой дополнил свою «Энеиду» и шотландский поэт Гевин Дуглас (1513).

## Характеристика

### Образцы и предшественники
Образцом для Вергилия во время работы над «Энеидой» был, разумеется, Гомер, с которым он одновременно и пытался соперничать. Именно по аналогии с «Илиадой» и «Одиссеей» был построен сюжет поэмы. Главный герой, подобно Одиссею, оказывается в чужой стране, где рассказывает местному царю о падении Трои и своих злоключениях; он спускается на время в загробный мир, на пути к цели его пытается задержать женщина. Вергилий изображает ночные вылазки в стан врага, перемирие и его нарушение, поминальные игры, совет богов, изготовление Вулканом (Гефестом) оружия для героя, включает в поэму перечни вождей, и у каждого из этих эпизодов есть прообраз в гомеровском тексте. При этом события развиваются, по сравнению с Гомером, в обратном порядке: сначала странствия, потом война. Соответственно первые шесть книг «Энеиды» называют «римской Одиссеей», а вторые — «римской Илиадой».
Однако есть и принципиальные отличия. В гомеровских поэмах очевидна цель всех действий героев: ахейцы стремятся взять Трою, и война для них — совершенно обычное дело, а Одиссей пытается вернуться домой, к семье. У Вергилия же нет этой чёткой заданности. Плывя по Внутреннему морю, Эней и его спутники в каждой новой гавани видят возможный конец пути, а сражаясь с Турном, понимают, что война не была неизбежной. Они стремятся понять свою судьбу, и это получается далеко не сразу. Главный герой, осуществляя предначертанное, вынужден отрекаться от своих страстей, хотя они и благородны: от стремления сражаться с врагами, от любви к родине и женщине; он хочет остаться в Карфагене, а потом на Сицилии, но боги заставляют его двигаться дальше. Таким образом, первая треть «Энеиды» — это рассказ об отречении, а последняя треть — рассказ о преодолении препятствий на пути к цели, обозначенной в середине.
Кроме гомеровских поэм, источниками Вергилия при работе над «Энеидой» стали киклические поэмы, трагедии Софокла и Еврипида, «Аргонавтика» Аполлония Родосского (в его Дидоне много общего с Медеей из этой поэмы), «Анналы» Квинта Энния, «Пуническая война» Гнея Невия, «Начала» Марка Порция Катона Цензора, «Человеческие и божественные древности» Марка Теренция Варрона, «История Рима от основания города» Тита Ливия, стихи Катулла.
Боги греко-римского пантеона стали персонажами «Энеиды». Так же, как у Гомера, они постоянно вмешиваются в происходящие на земле события, принимая решения по итогам совещаний. Однако у Публия они не слишком подвержены страстям и довольно безлики. Некоторые исследователи считают, что поэт ввёл их в повествование, только чтобы отдать дань традиции, но при этом сам в них не верил, как и основная масса образованных римлян той эпохи. Другие учёные отмечают, что Вергилий говорит о богах более серьёзно, чем Гомер, без фамильярности. С особенным пиететом поэт мог относиться к Венере, которая для него в первую очередь Venus Genetrix, «Венера-Прародительница», — предок Юлиев. Многие античные комментаторы упрекали поэта за появление богов в «Энеиде», но для поэта это могло быть необходимо, чтобы показать силу судьбы, которая правит людьми. К тому же боги в его изложении становятся в значительной степени олицетворениями природных явлений, что характерно для стоицизма. Так, Юнона олицетворяет воздух, Вулкан — огонь.

### Герои
Главный герой «Энеиды» — это литературный персонаж нового типа. Эней наделён чертами старого эпического героя (воина, который легко поддаётся гневу, выделяется своей храбростью); в то же время у него есть специфически римские качества — fides (верность взятым на себя обязательствам, в частности, по отношению к своим спутникам) и особенно pietas — благочестие по отношению к богам и родным. Эней всегда следует повелениям божеств, он на плечах выносит из горящей Трои своего отца, престарелого Анхиза, берёт с собой в изгнание домашних богов, заботится о своих потомках. Герой поэмы демонстрирует благородство, тонкость чувств и сострадание по отношению к врагу, даже во время битвы. С другой стороны, его жестокость по отношению к Турну и Дидоне кажется современному читателю неоправданной. Эней полностью осознаёт свою задачу — заложить основу великого государства — и ради этого отрекается от своих желаний, становясь абсолютно пассивным орудием в руках судьбы. В этом комментаторы видят трагизм образа Энея.
Персонажи второго ряда выглядят более цельными и в то же время более схематичными. Это Турн, изначально положительный герой, образец доблести, обречённый на гибель (Вергилий изобразил его с оглядкой на гомеровского Гектора); заботливая жена Энея Креуса (Михаэль фон Альбрехт называет её «одним из нежнейших образов мировой литературы»), верный спутник Энея Ахат, ставшие эталоном мужской дружбы Евриал и Нис, Анхиз — мудрый старец с даром предвидения, доблестный красавец Асканий (сын Энея), благочестивый царь Латин. Больше всех удался поэту трагический образ Дидоны. Царица, в отличие от главного героя, не может отречься от своих желаний ради будущего и, убедившись в невозможности счастья, убивает себя.

### Метрика
Поэма написана дактилическим гекзаметром.

## Популярность

### Крылатые фразы из «Энеиды»
- Ab uno disce omnes (По одному узнай о всех [похожих]).
- Agnosco veteris vestigia flammae (Узнаю следы прежнего огня).
- Auri sacra fames (Проклятая жажда золота).
- Cunctando restituit rem (Промедлением спас дело).
- Fuimus Troes, fuit Ilium (Были мы троянцами, был Илион).
- Timeo Danaos et dona ferentes (Боюсь данайцев, и дары приносящих).
- Чу́дище о́бло, озо́рно, огро́мно, стозе́вно и ла́яй — эпиграф к книге Радищева «Путешествие из Петербурга в Москву». Исходная фраза составлена Тредиаковским из перевода двух фрагментов: «Облик безо́бразный, грозный, огромный, взора лишённый»[73] (лат. Monstrum horrendum, informe, ingens, cui lumen ademptum — о киклопе Полифеме, ослеплённом Одиссеем) и «Кербер оные царства, огромный, лаем трёхзевным // Переполняет»[74] (лат. Cerberus haec ingens latratu regna trifauci // Personat).

### Подражания
Мавр Сервий Гонорат написал «Комментарий к „Энеиде“ Вергилия» — единственное сохранившееся древнеримское произведение подобного рода.
К середине I века н. э. литературное влияние Вергилия было настолько велико, что Марком Аннеем Луканом, попытавшимся создать в «Фарсалии» свою эпическую традицию, во многом руководил «антивергилиевский пафос»: он пытался создать нечто прямо противоположное «Энеиде» с точки зрения и формы, и содержания. Однако Лукан потерпел неудачу. «Аргонавтика» Валерия Флакка, «Фиваида» Публия Папиния Стация и «Пунические войны» Силия Италика (конец I века) были написаны как явные подражания «Энеиде», причём в третьем случае даже можно говорить о прямом плагиате (с точки зрения современного читателя). Стаций в финале «Фиваиды» обращается к собственной поэме с просьбой: «Не стремись с Энеидой божественной спорить, // Следуй за ней вдалеке и пример её чти неизменно». Примечательна сохранившаяся надпись на стене дома фуллона (сукновала) в Помпеях, явно пародирующая зачин «Энеиды»: «Фуллонов пою и сову, а не битвы и мужа». Текст «Энеиды» использовался для гадания (известно, что так гадали императоры Адриан, Александр Север, Клавдий II). Произведения Вергилия часто декламировали в театре или делали основой для танцевальных постановок; по словам Светония, император Нерон «в последние свои дни открыто поклялся, что, если власть его устоит, то на победных играх он… пропляшет вергилиевского „Турна“». Древние римляне всё реже читали Гомера: «Энеида» с её более изящным стилем и более близким сюжетом постепенно заменила им и «Илиаду», и «Одиссею». Вследствие этого образованная публика чаще отождествляла себя с троянцами, а не с ахейцами.
В христианскую эпоху «Энеида» продолжала оказывать влияние. «Энеиде» подражали библейские эпики Гай Веттий Аквилин Ювенк, создавший стихотворное переложение Евангелий (IV век), и Целий Седулий, написавший в V веке «Пасхальную песнь» и местами заимствовавший у классика целые строки. В XII веке «Энеида» стала источником сюжетов для рыцарских романов: были написаны анонимный «Роман об Энее» на французском языке, а почти сразу после него — поэма «Энеида» на немецком языке, созданная Генрихом фон Фельдеке. От оригинала эти произведения отличаются разработанной линией любви главного героя и Лавинии, а также анахроничностью в описании характеров персонажей и исторического фона. В VII веке Фульгенций Эсихский в трактате «Interpretatio Christiana» изложил своё видение «Энеиды» как аллегорической поэмы, рассказывающей о христианском учении; эта работа сохраняла значимость в течение всего средневековья.
Вергилий оставался эталоном для Данте, который берёт его своим проводником. В описании его Ада в «Божественной комедии» чувствуется влияние VI книги «Энеиды». Луиш де Камоэнс представил всю историю Португалии как продолжение подвигов Одиссея и Энея («Лузиады», 1572 год); Торквато Тассо объединил стиль и композицию «Энеиды» со средневековым сюжетным материалом («Освобождённый Иерусалим», 1575 год). Джон Мильтон в «Потерянном рае» (1667 год) создал единый сплав трёх традиций — вергилиевой, гомеровой и библейской. Более поздние попытки создать национальный эпос на классической основе («Генриада» Вольтера, 1728 год, и «Россиада» Михаила Хераскова, 1779 год) принято считать скорее неудачными.
История Энея и Дидоны стала популярной в драматургии XVI века: страстную царицу Карфагена писатели противопоставляли благочестивому и сдержанному Энею. Пьесы на эту тему создали Этьен Жодель (1555 год), Кристофер Марло (1583 год), Никодемус Фришлин (1581 год), Генрих Кнауст (1566 год). Вергилиева Дидона повлияла на образ Клеопатры у Уильяма Шекспира (трагедия «Антоний и Клеопатра», 1600-е годы). В XVII—XVIII веках появилось множество опер на эту тему, среди которых выделяются написанные Франческо Кавалли (1641 год) и Генри Пёрселлом (1689 год). Пьетро Метастазио в 1724 году создал либретто «Покинутая Дидона», которое использовали многие композиторы.

### Пародии
В Новое время как классическое произведение на латинском языке «Энеида» стала учебным пособием по его изучению; это, соответственно, сделало её источником подражаний (Лузиады, Россиада) и пародий.
В конце XVII — начале XIX вв. в европейской литературе возник целый ряд подражаний «Энеиде» в духе бурлеска и ироикомической поэмы. Начало этой традиции положил Поль Скаррон своим сочинением «Вергилий наизнанку» (1648), возможно, по итальянскому образцу: до него подобную переделку сделал Джованни Баттиста Лалли, «L’Eneide travestita del Signor Gio» (1634).
Эта традиция распространилась по всей Европе и через Австрию (Алоис Блюмауэр, «Приключения благочестивого героя Энея», 1784-8) добралась до славянских земель. На русском языке в 1791 году в Санкт-Петербурге была издана ироикомическая поэма-бурлеск «Вергилиева Энеида, вывороченная наизнанку», которую написал Николай Петрович Осипов. В 1798 году была издана «Малороссийская Энеида» Ивана Котляревского, которая является вольным переложением «Энеиды» Николая Осипова на украинском языке. Аналогично, у истоков белорусской поэзии стоит поэма «Энеида навыворот» Викентия Ровинского (1820-е годы).

## Переводы
«Энеиду» активно переводили на национальные языки: в 1400 году на гэльский, в XV веке — на французский и испанский (сначала это были прозаические переводы). В 1500 году появилось первое стихотворное переложение на французский язык. В 1552 году Жоашен дю Белле перевёл IV книгу. Позже «Энеида» была переведена на шотландский (1513 год), немецкий (в прозе в 1515 году, в стихах — в 1610), итальянский (1581 год). В 1646 году голландский драматург Йост ван ден Вондел перевёл поэму на нижненемецкий. Шиллер перевёл на немецкий язык II и IV книги «Энеиды».
На русский язык переводить поэму стали в XVII веке. Одним из первых стал перевод I книги В. Д. Санковского, напечатанный в 1769 году, в 1772 году он напечатал перевод II книги, затем закончил III-ю. Существует мнение, что именно его за эти переводы осмеял Новиков в своём «Трутне», хотя, возможно, он подразумевает Василия Петрова. Небольшие фрагменты из поэмы переводил Ломоносов.
Полных русских переводов «Энеиды» существует несколько. Первый полный перевод «Еней» придворного поэта Василия Петрова был выполнен двустишиями шестистопного ямба. Первая песнь этого перевода начала ходить в рукописи в конце 1768 года или в самом начале 1769 года. Эта работа, видимо, была инспирирована кругами, близкими Екатерине II. Прозаическое «Предуведомление» Петрова к переводу закончено стихами, адресованными к императрице: «Ты пети мне велишь, Владычица сердец ! / Тебе моих трудов начало и конец». В 1770 г. вышло анонимно изданное на французском языке произведение Екатерины II «Антидот», где она похвально отозвалась о Петрове и дала восторженный отзыв о его переводе. Закончен и напечатан полный перевод поэмы Петровым был только десятилетие спустя, в 1781-6 годах. Его активно критиковали современники. В частности, Василий Майков написал эпиграмму:
Коль сила велика Российского языка!

Петров лишь захотел — Виргилий стал заика.
Василий Жуковский, одолжив у Гнедича латинское издание «Энеиды», выпущенное Дидо, перевёл отдельно фрагмент поэмы, изданный под заголовком «Разрушение Трои». Это была первая попытка перевода «Энеиды» на русский язык гекзаметром. Она была предпринята Жуковским во время его экспериментов с этим размером.
Следующий полный перевод поэмы был опубликован только через столетие: в 1852 году его выпустил И. Г. Шершеневич.
Спустя десять лет один за другим выходят три перевода Вергилия — выполненный четырёхстопным амфибрахием перевод И. Е. Соснецкого (1878), затем перевод А. А. Фета (1888) и Н. Д. Квашнина-Самарина (1893).
В начале XX века перевод был осуществлён Валерием Брюсовым совместно с С. М. Соловьёвым (1933), но этот перевод подвергся критике за буквализм. Наиболее свежим академическим переводом является вариант, выполненный С. А. Ошеровым.
Полные русские переводы «Энеиды»
- Еней. Героическая поема Публия Виргилия Марона / Перевод В. П. Петрова. СПб, 1781—1786.
- Перевод И. Г. Шершеневича. Варшава, 1868. Впервые издан в «Современнике» за 1851—1852 годы, т. 30-36, 1-5 книги отдельно изданы в Одессе в 1845—1847 годах. (См. текст в Викитеке).
- Перевод И. Е. Соснецкого. М.: Бр. Салаевы, 1872.
- Перевод А. А. Фета с введением и проверкою текста Д. И. Нагуевского. М., тип. А. И. Мамонтова и К°, 1888.
- Перевод Н. Д. Квашнина-Самарина. СПб: тип. М. М. Стасюлевича, 1893.
- Энеида: в сокращении : избр. места из 12 песен / П. Вергилий Марон; дослов. и лит. пер. М. М. Гринфельда по изд. С. А. Манштейна. — Одесса : Книгоизд-во М. С. Козмана, [1913]
- Перевод В. Брюсова и С. Соловьева. Ред., вступ. статья и комментарии Н. Ф. Дератани (Серия «Памятники мировой литературы»). М.-Л., Academia. 1933.
- Перевод С. А. Ошерова, впервые опубликован в издании: «Вергилий. Буколики. Георгики. Энеида». (Серия «Библиотека всемирной литературы», т. 6). М., ХЛ. 1971.
- Пер. с латин. [и примеч.] А. Дамбраускаса; [Послесл. Г. Забулиса]; Худож. А. Каждайлис. — Вильнюс : Вага, 1989. — 318 с.; 22 см. — (Б-ка всемир. лит. Лит. до XIX в.; Кн. 7).
- Перевод Аркадия Казанского, 2018.

Некоторые частичные переводы «Энеиды»
На русском языке в XIX веке было выполнено много изданий отдельных книг поэмы с предисловиями и комментариями. Текст издавался как в переводе, так и в оригинале, но с комментариями и подстрочником.
I книга
- Пер. В. Д. Санковского, 1769.
- 1-я песнь Энеиды Публия Вергилия Марона / Пер. и снабдил примеч. и крат. указ. собств. имен ученик гимназии Сергей М. — Москва : тип. А. Торлецкого и К°, 1877
- I песнь, изд. С. А. Манштейна (с примечаниями, Москва, 1878)
- Песнь I с подроб. синтакс. разбором : В конце кн. прил. словарь, сост. в порядке следования неизвест. сл. и выражений в латин. тексте / П. Вергилий Марон; Пер. по изд. С. А. Манштейна М. А. Миньковский. — Одесса: тип. «Порядок» С. К. Цесарского, 1910.
- Песнь 1 : С введ., прим., 27 рис. и геогр. карт. / П. Вергилий Марон; Объяснил Д. Нагуевский, проф. Имп. Казан. ун-та. - 3-е изд., знач. испр. и доп. Ч. 1-2. - Царское Село : [С.А. Манштейн], 1890 (тип. В. Безобразова и К° в Спб.). - 2 т.; 21. - (Иллюстрированное собрание греческих и римских классиков с объяснительными примечаниями, под редакцией Льва Георгиевского и Сергея Манштейна)
- Перевод первой песни Энеиды Виргилия: С подстрочным словарем, примеч., биогр. поэта и указателем собственных имен / Сост. Ф. Я. Блонский. — 3-е изд., испр. — Киев : Ф. А. Иогансон, 1891
- Песнь 1 / П. Виргилий Марон ; С введением, примеч. и алфавитным словарем В. А. Янковича. — 3-е изд. — Харьков : Всеобщее обучение, 1918
- Первая книга «Энеиды» = Aeneidos liber primus / Публий Вергилий Марон; [авт. пер. и коммент. В. Байковская и др.]; под общ. ред. А. В. Подосинова. — Москва : Импэто, 2007. — 103 с. : ил.; 22 см. — (As usum scholarum / Школа № 1199 (Лига Школ) г. Москвы, Факультатив «Античная лит. на яз. оригинала», Семинар «Studia Vergiliana»).; ISBN 978-5-7161-0174-6. 2-е изд., испр.. — Москва : Импэто, 2009. ISBN 978-5-7161-0174-6 (400 экз).

II книга
- Пер. В. Д. Санковского, 1772
- Перевод второй песни Энеиды Виргилия: С подстроч. слов. и примеч. / Сост. Е. А. Логвинов (учитель Киев. духов. уч-ща). — Киев : Ф. А. Иогансон, ценз. 1879
- С. Орловский, «Вторая книга Энеиды» (с подробными комментариями, Одесса, 1885)
- Песнь 2 : С введ., примеч., 13 рис. и геогр. карт. / П. Вергилий Марон; Объяснил Д. Нагуевский, проф. Имп. Казан. ун-та. - 3-е изд., знач. испр. и доп. Ч. 1-2. - Царское Село : [С.А. Манштейн], 1891 (тип. В.А. Вацлика в Спб.). - 21. - (Иллюстрированное собрание греческих и римских классиков с объяснительными примечаниями, под редакцией Льва Георгиевского и Сергея Манштейна).
- Пер. Владислав Вроблевски. Кн. 2. — Санкт-Петербург: 1891
- Перевод второй песни Энеиды Виргилия: С подстроч. слов. и прим. / Сост. Ф. Я. Блонский. — 4-е изд., испр. — Киев : Ф. Иогансон, 1890.
- Ключ ко второй песне Энеиды Виргилия : С 499 примеч. и объясн. / Сост. В. Цветков. — Москва : типо-лит. О. И. Лашкевич и К°, 1896
- Перевод II-ой песни «Энеиды» Вергилия : По изд. Манштейна : С подроб. синтакс. разбором, коммент. и полн. слов. / Сост. М. Гринфельд. — 2-е изд., совершенно перераб. и знач. доп. — Одесса: М. С. Козман, 1909

III книга
- Перевод третьей песни Энеиды Виргилия с подстрочными примечаниями и словарем / Сост. А. Соколов, преп. Киев. духов. семинарии. — Киев : Ф. А. Иогансон, 1880
- Перевод третьей песни Энеиды Виргилия : С подстроч. слов. и примеч. / Сост. Ф. Я. Блонский. — 5-е изд. — Киев ; Харьков : Ф. А. Иогансон, 1896 (тип. И. И. Чоколова в Киеве).
- Энеида : Кн. 3 / П. Вергилий Марон; Пер. преп. Ревел. дом. уч-ща Е. В. Кисельникова. — Ревель : тип. В. Эренпрейс, 1910
- Песнь III с введ., прим., 4 рис. и геогр. карт. / П. Вергилий Марон; Объяснил Д. Нагуевский, проф. Имп. Казан. ун-та. - 5-е изд., без перемен. Ч. 1-2. - Санкт-Петербург : [С.А. Манштейн], 1910. (Иллюстрированное собрание греческих и римских классиков с объяснительными примечаниями / Под ред. Льва Георгиевского и Сергея Манштейна).
- Песнь III : Дослов. и лит. пер. / П. Вергилий Марон; Сост. В. Любимов. — Одесса : «Наука» торг. д. М. Гальбрейх и М. Фиртековер, 1914

IV книга
- Слова, комментарии и перевод четвёртой книги Энеиды / Сост. Е. А. Логвинов, учитель Киево-Софийск. духов. уч-ща. — 2-е изд., испр. — Киев : Иогансон, 1886 (Библиотека римских классиков в русском переводе : Пособие к чтению и изучению П. Виргилия Марона)
- Песнь IV с введ., прим. и 16 рис. / [П. Вергилий Марон]; Объяснил С.И. Гинтовт, наставник-руководитель Имп. С.-Петерб. ист.-филол. ин-та. Ч. 1-2. - Санкт-Петербург : [С.А. Манштейн]. - 2 т. (Иллюстрированное собрание греческих и римских классиков с объяснительными примечаниями, под редакцией Льва Георгиевского и Сергея Манштейна).
- Песнь IV : Пер. песни сопровождается подроб. синтакс. разбором её : В конце кн. прил. отд. слов., сост. в порядке следования неизвест. сл. и выражений в латин. тексте / П. Вергилий Марон; Сост. В. Любимов. — Одесса : «Наука» торг. д. М. Гольбрейх и М. Фиртековер, 1914

V книга
- «Энеида. V песнь», пер. В. Алексеева (М., 1886)
- Энеида : V песнь  - Москва : изд. тип. А.А. Карцева, 1886. - [2], 39 с.; 16. - (Библиотека древних классиков; 4)
- Слова, комментарии и перевод пятой книги Энеиды / Сост. Е. А. Логвинов. — 2-е изд. — Киев ; Харьков : Ф. А. Иогансон, 1894, 1894 (Киев : тип. И. И. Чоколова)

VI книга
- Слова, комментарии и перевод шестой книги Энеиды / Сост. Е. А. Логвинов. — Киев : Иогансон, 1886. (Библиотека римских классиков в русском переводе : Пособие к чтению и изучению П. Виргилия Марона)
- Песнь VI : С введ. и примеч. / П. Виргилий Марон; Объясн. Д. Нагуевский, заслуж. орд. проф. Казан. ун-та. — 4-е изд., пересмотр. Ч. 1-2. — Казань : М. А. Голубев, 1912. — 2 т.; 22. — (Учебные издания римских классиков с объяснительными примечаниями).

VII книга
- Перевод VII-ой песни Энеиды Вергилия: с примечаниями / составил И. Полонский. — Гродно : Тип. Я. А. Померанскаго, 1882 (обл. 1883)
- Седьмая книга Энеиды Виргилия / С объясн. Д. И. Нагуевского. — Казань : тип. Ун-та, 1890

VIII книга
- Перевод VIII книги Энеиды Вергилия Марона : С прил. подстроч. слов. и примеч. / Сост. И. Горовый и Е. Котляр. — 3-е изд. — Киев : Ф. А. Иогансон, 1887. (Библиотека римских классиков в русском переводе)
- Перевод VIII книги Энеиды Вергилия Марона : С прил. подстроч. слов. и примеч. / Сост.: И. Горовый и Е. Котляр. - 4-е изд. - Киев ; Харьков : Ф.А. Иогансон, [1898] (тип. И.И. Чоколова в Киеве).

IX книга
- Перевод IX книги Энеиды Вергилия Марона : С прил. подстроч. слов. и примеч. / Сост. И. Горовый и Е. Котляр. — 3-е изд. — Киев : Ф. А. Иогансон, 1887 (Библиотека римских классиков в русском переводе)
- Перевод IX песни Энеиды Вергилия с примечаниями / Сост. И. Тубянский. — Гродно : тип. Я. А. Померанского, 1882

Сборные книги
- «Энеиду» перевёл В. Санковский (изд. 2-е, с предисловием и объяснениями В. Рубана, 3 части, СПб., 1775)
- П. Виргилия Марона Энеиды песни 1-я, 2-я и 3-я / С объясн. В. Классовского; (Текст под ред. Иог. Христ. Яна). — Санкт-Петербург ; Москва : М. О. Вольф, 1868
- Вергилий Я. М. Кормчего. — 1877. Одесса: тип. Р. Гелертера, 1877—1879. Перевод I и II книг.
- «Энеида» (4, 5, 6, 9 и 12 книги, пер. А. Соколова, Киев, 1881-83)
- «Энеида» (кн. 1-6, с введением и примечаниями Д. И. Нагуевского, 2 и 5 т. учебного изд. лат. классиков, 2 изд., Казань и Лейпциг, 1885-86)
- Два текста: подлин. и по упрощ. конструкции, с примеч. и слов. для употребления в гимназиях / По лучшим иностр. образцам сост. Иван Соснецкий. — 2-е изд. Вып. 1, 2, 6. — Москва : Бр. Салаевы, 1875—1885. — 3 т.
- Пер. VII, VIII и IX песен : С присоединением подстроч. словаря и примеч. / Сост. И. Горовый и Е. Котляр. — Киев : тип. С. В. Кульженко, 1881
- «Энеида» песнь I, В. Бегака и Ф. Блонского (Киев, 1879); песнь III, перевод Соколова (Киев, 1874); песнь IV—VI, перев. Логинова (Киев, 1886): песнь VIII—IX, перев. И. Горовый и Е. Котляр (Киев, 1884-87)
- Четвёртая, пятая и шестая книги Энеиды Виргилия : В рус. пер. с подстроч. прим. / Сост. А. Соколов. — 2-е изд. — Киев : Ф. А. Иогансон, 1883.
- Десятая, одиннадцатая и двенадцатая книги Энеиды Виргилии [!] : В рус. пер. : С подстроч. словарем [и прим. / Сост.] К. Данильченко. - Киев : Ф.А. Иогансон, 1883. - 618 с.; 13. - (Библиотека римских классиков в русском переводе).
- Избранные песни Энеиды / Вергилий; (Размеч. текст, подстроч. пер., лит. пер., синтакс. обороты, сл. примеч.) А. Новиков. Вып. 1-. — Санкт-Петербург : Классики для учащихся, 1909—1910

## Изобразительное искусство
«Энеида» дала живописцам Возрождения и барокко целый ряд востребованных сюжетов. Это бегство Энея из горящей Трои с престарелым отцом на плечах, усмирение Энеем ветров, встреча Энея с Венерой, пир Дидоны, бегство Энея и Дидоны в пещеру, отъезд Энея, смерть Дидоны, траурные игры в Сицилии, сошествие Энея в загробный мир, прибытие в Паллантей (место будущего Рима). На эти темы писали картины многие выдающиеся художники, в том числе Рафаэль, Аннибале Карраччи, Федерико Бароччи, Николя Пуссен и другие.
В предромантическую эпоху живописцы начали изображать эпизоды из реальной биографии Вергилия. Ангелика Кауфман в картине «Вергилий, читающий «Энеиду» Октавии и Августу» первой запечатлела эпизод с чтением «Энеиды», описанный у Светония: Октавия падает в обморок, услышав в тексте имя покойного сына, Август жестом просит поэта замолчать (1790/1793 год). Эту же тему разрабатывали Жан Жозеф Тайяссон (1787 год), Жан-Батист Жозеф Викар (около 1800 года), Жан Огюст Доминик Энгр (1812—1819 годы). Кауфманн написала ещё две картины с Вергилием в качестве действующего лица. На одной поэт читает «Энеиду» Августу и Ливии, на другой — пишет эпитафию для собственной гробницы, лёжа на смертном одре (1785 год).

## Рукописи
Произведения Вергилия сохранились во множестве маюскульных рукописей (с одними прописными буквами), древнейшие из которых созданы не позже IV века. Это Codex Fulvii Ursini schedae bibliothekae Vaticanae (F; IV век, «Георгики» без первых двух песней, «Энеида» без X и XII песней), Codex Augusteus (A; V век, фрагменты «Георгик» и «Энеиды»), Codex Sangalensis (G; V век, тоже фрагменты «Георгик» и «Энеиды»), Codex Veronensis (V; V век, фрагменты всех трёх поэм со схолиями), Codex Mediceus (M; V век, все произведения с единственной лакуной в «Буколиках»), Codex Ambrosianus (B; V—VI века, часть «Энеиды» на латинском и греческом языках), Codex Romanus (R; V—VI века, «Буколики» и «Георгики» полностью, «Энеида» с лакунами), Codex Vaticanus Palatinus (P; V—VI века, все поэмы с лакунами). Издатели опираются главным образом на рукописи M, P и R. Иногда они используют также средневековые рукописи — например, родственный P Codex Guelferbytanus Gudianus, датированный IX—X веками.